# Maser
Maser là tên viết tắt của cụm từ Microwave Amplification by Stimulation Emission of Radiation và có nghĩa là "Khuếch đại sóng vi ba bằng phát xạ kích thích". Maser và laser có cơ chế hoạt động giống nhau, chỉ khác là maser hoạt động với tần số photon ở vùng vi sóng còn laser hoạt động trong phổ cực tím, ánh sáng hay hồng ngoại.

## Lịch sử
Những bài báo đầu tiên về maser được công bố vào năm 1954, gồm những kết quả thực nghiệm vào cùng một thời điểm nhưng độc lập bởi Charles Townes cùng đồng nghiệp tại trường Đại học Columbia ở Thành phố New York, và tiến sĩ Basov cùng tiến sĩ Prochorov ở viện Lebedev thành phố Moskva. Cả ba nhà khoa học này đều nhận giải thưởng Nobel năm 1964 cho những đóng góp của họ.
Nguyên lý cơ bản dẫn đến sự ra đời của maser (hay laser) chính là khái niệm phát xạ kích thích, lần đầu được đưa ra bởi Albert Einstein năm 1917. Khái niệm này được bắt nguồn từ những hiện tượng gần gũi trong thế giới vật chất và bức xạ, đó là hấp thụ và phát xạ tức thời.

## Kĩ thuật
Có nhiều loại maser. Nhìn chung có thể tóm thành hai loại như maser chất khí và maser chất rắn, chỉ chưa có lý thuyết về maser chất lỏng. Trong mỗi loại có nhiều loại nhỏ hơn; ví dụ, maser chất rắn có nhiều loại khác nhau như hai mức rắn và ba mức khuếch tán.
Trong khi hoạt động, nhiều loại maser sử dụng heli lỏng để làm lạnh nhiệt độ xuống tới 4 K, Điều này làm giảm tiếng ồn tạo ra bởi sự rung động của electron, hạt nhân và các hạt khác.
Có một số chất hóa học có khả năng khuếch tán. Trong đó có nước, base, amonia (NH3), metanol (CH3OH), formon (CH2O), monoxit silic (SiO) và ion hiđrô. Các maser khí trơ là ví dụ cho môi trường khuếch tán không phân cực.

## Phân loại
Có hai loại maser, đó là maser nhân tạo và maser tự nhiên.

### Maser nhân tạo
Trong maser nhân tạo, các chuỗi nguyên tử hoặc phân tử được kích thích để hình thành nên phản ứng dây chuyền. Để đạt được các bước sóng cần thiết cho việc hình thành phản ứng dây chuyền, người ta đưa dòng điện vào một khoang chứa đầy các nguyên tử hoặc phân tử, dẫn đến quá trình phát xạ, làm cho các nguyên tử từ trạng thái ban đầu được đẩy lên trạng thái kích thích, rồi từ trạng thái kích thích ngắn chuyển sang trạng thái không ổn định dài. Dần dần, các nguyên tử này được tích lũy ở cùng một vị trí và có cùng một trạng thái. Dòng maser, phát xạ kích thích, xuất hiện khi tất cả các nguyên tử tích lũy đó đồng thời tạo một bước chuyển pha, rơi xuống trạng thái ban đầu và giải phóng năng lượng với bước sóng của bức xạ sóng vi ba. Dòng bức xạ này sẽ tương tác với các nguyên tử còn chưa rơi khác, kích thích chúng giải phóng thêm photon cùng pha, cùng tần số và cùng hướng bay, dẫn đến phản ứng dây chuyền.

### Maser tự nhiên
Maser tự nhiên hình thành ở các vì sao trong vũ trụ. Ví dụ, các phân tử nước ở vùng đang hình thành sao, sau khi trải qua quá trình nghịch chuyển, bức xạ với tần số 22 GHz, tạo ra các vạch phổ được cho là sáng nhất trong số các sóng radio đến từ vũ trụ.

## Ứng dụng
Dòng Maser rất tập trung và liền mạch, nên nó được sử dụng rộng rãi trong khoa học và kỹ thuật.
- Kính thiên văn maser
- Thiết bị chống bạo động trong quân sự
- Trong y học